# Jacques Denis Boivin
Jacques Denis Boivin, né le 28 septembre 1756 à Paris, mort le 10 juillet 1832 aux Batignolles, est un général français de la révolution et de l’Empire.

## Biographie
Il entre au service comme simple dragon dans le régiment du roi le 12 mars 1771, et ceux jusqu’en 1779. 
Il s’engage en 1792 à l’armée du nord et en moins d’un an il obtient le grade d’adjudant général chef de brigade le 2 octobre 1793. Il est envoyé en Vendée en 1793 et il se signale par son courage devant Saumur, au ponts-de-Cé, à Vic et à Parthenay. 
Il est promu général de brigade d’infanterie le 9 avril 1794 et commandant de la ville de Nantes. Après le 9 thermidor, il sert sur le Rhin et en 1798, il passe à l’armée d'Helvétie et se couvre de gloire à l’affaire de Schwytz, ou, à la tête de sa brigade, il enlève au Russes quatre canons un drapeau et 1 000 prisonniers. Le 18 brumaire, il se trouve à Paris et se déclare en faveur de Bonaparte et le suit à Saint-Cloud. Sa conduite à la Bataille de Neu-Isenburg lui vaut les éloges du général en chef. 
Il fait avec honneur les campagnes de 1801 à 1803, et de 1803 à 1805 dans l’armée du général Augereau et il est fait commandeur de la Légion d’honneur le 14 juin 1804. Chargé du commandement de la place de Bordeaux, il continue à servir jusqu’à la chute de l’Empire. 
Lors de la première restauration, le roi Louis XVIII le fait chevalier de Saint-Louis le 16 août 1814, et il est admis à la retraite en 1815.
Il se retire à Paris où il meurt le 10 juillet 1832.

## Sources
- Philippe Le Bas, Dictionnaire encyclopédique, F.Didot, janvier 1841, 714 p. (lire en ligne), p. 88.
- A. Lievyns, Jean Maurice Verdot, Pierre Bégat, Fastes de la Légion-d'honneur, biographie de tous les décorés accompagnée de l'histoire législative et réglementaire de l'ordre, Tome 3, Bureau de l’administration, 1844, 529 p. (lire en ligne), p. 93.
- (en) « Generals Who Served in the French Army during the Period 1789 - 1814: Eberle to Exelmans »
- Thierry Pouliquen, « Les généraux français et étrangers ayant servis [sic] dans la Grande Armée » (consulté le 3 juin 2015).